# Ntshaautin
Ntshaautin /= people down against the island,/ lokalna skupina Carrier Indijanaca duž rijeke Blackwater i gornjeg toka rijeke Nechaco u kanadskoj provinciji Britanska Kolumbija. Naselja Ntshaautina su Tluskez, Ilkatsho i Peltkatchek, dok su Tsitsi i Ilrak ili Irak napuštena. Populacija im je iznosila 1893. 135.
Kod raznih autora nazivani su imenima Natcotetaina, Nazeteoten, Nechao-tin, Neguia Dinaia, Neotetain, Ntshaantin, Ntshaáutin, Nu-tcah-'tene i Nu-tca-'tenne